# کنت ویلیام اتر
کنت ویلیام اتر (انگلیسی: Kenneth Eather; ۶ ژوئیهٔ ۱۹۰۱ – ۹ مهٔ ۱۹۹۳) فرد نظامی اهل استرالیا بود. وی همچنین برندهٔ جوایزی همچون نشان حمام و نشان امپراتوری بریتانیا شده‌است.